# Бомонт (Ирландия)
Бомонт (англ. Beaumont; ирл. Beaumont) — городской район Дублина в Ирландии, находится в административном графстве Дублин (провинция Ленстер).
В 1764—1855 годах здесь находился дом семьи Гиннессов. Оригинал договора аренды теперь хранится в Национальном музее Ирландии.